# Tolovajevo leto
Tolovajevo leto je pravljica. Čeprav se dogaja za devetimi gorami in za devetimi vodami v čudežni deželi, pa v sebi nosi nekaj resničnega. Življenje junakov je podobno današnjemu življenju, saj pravljica govori o prevzemu oblasti in njene moči. Lahko se torej reče da je zgodba nekakšna parodija na življenje okrog nas.

## O avtorju
Dim Zupan se je rodil 19. februarja 1946 v Ljubljani, kjer živi in ustvarja, ima status samostojnega kulturnega delavca. Napisal je že več kot 20 knjig, večina izmed njih sodi v mladinsko in otroško književnost. Poleg sveže tematike ga odlikuje kar se da izviren pripovedni slog ter poseben odnos do otrok in mladine. Po njegovem so otroci majhni odrasli, ki jim sicer manjkajo izkušnje, vendar meni, da so sposobni dojemati zapletene strani življenja. Zupan je dokončal študija prava, a ima od leta 1992 status svobodnega kulturnega delavca – pisatelja. Že njegov oče, Vitomil Zupan, je bil znan pisatelj. Ko je začel pisati, je sodeloval z Manco Košir, kateri je dal prebrati delo Prvi dan Drekca Pekca in Pukca Smukca. Koširjeva je bila nad delom navdušena. Ko je dopolnil delo, je knjigo Trije dnevi Drekca Pekca in Pukca Smukca izdala Mladinska knjiga. Knjigi Trnovska mafija in Trnovska mafija drugič sta izšli leta 1992 in 1997, obe sta posvečeni hčerki Maji. Nastala je tudi tretja knjiga, Trnovska mafija – v tretje gre rado (2003). Zadnjo skupino Zupanovega ustvarjanja tvorijo štiri knjige kratkih zgodb: Maščevanje strašne juhice (1997), Maja že ve (2002), Najboljša flinta je dobra finta (2002) in Osica Maja (2004).

## Interpretacija besedila
Pravljica se začne s smrtjo dobrega kralja Krasnobrada. Nasledi ga njegov sin, ki je moral zelo dolgo čakati na krono, zato je hudoben in častihlepen. Njegova nečimrnost v deželi povzroči katastrofalno stanje. Začne se vojna in povsod vlada kaos, kar je razlog za tolovajstvo. Tolovaj Lojze pa ni navaden tolovaj, ampak politični tolovaj. Je dobrega srca, vendar se mora obnašati kot tolovaj, ker je huda konkurenca in mora nekako preživeti. Ko se zgodba razvija naprej, se lahko zazna tudi korupcijo, ko kmet Gomolj podkupi tolovaja, da ne bo kradel pri njem. Deklica Maja pa je tista, ki poskrbi, da se v pravljici zgodo preobrat. Obišče tolovaja in ga usmeri na pravo pot. Tolovaj Lojze ni več nevaren vasici, temveč postane pol tolovaj pol poštenjak. Ker je politični tolovaj, ga Maja poimenuje politolovaj. Doseže tudi, da ga vaščani sprejmejo v pošteno službo. Kmalu pa Lojze noče biti več tolovaj in si želi vzeti nazaj priimek Caj. Kljub temu še naprej ostaja politična oseba, zato postane poliCaj.

## Analiza besedila
Pravljico pripoveduje tretjeosebni pripovedovalec, ki se nikoli ne vključi v noben dogodek. Je veliko dialoga in povedi so kratke. Pojavljajo se tudi slogovno zaznamovane besede, kot npr. deklič, sodček, grozodejstvo, … Knjiga ni razdeljena na poglavja.
Zgodba se dogaja na treh različnih krajih. Začne se v domovanju kralja, nadaljuje v vasici, ki je bila najbolj oddaljena od vseh (v dolini med hribi) ter v gozdu ob vasici, kjer je prebival tolovaj Lojze. Ta vasica je bila najbolj oddaljena in v času krize v kraljestvu so jo kraljevi biriči najmanj izžemali. Ljudje so si pomagali med seboj in shajali skozi življenje. Vendar je tudi njih doletela nesreča. V gozd poleg vasice se je naselil tolovaj. V vasici je zavladal strah in ljudje si niso upali iti več ven iz hiš. V zadnji hiši, najbolj oddaljeni od vasi, so živeli mati in oče, ter majhna hčerka Maja. Mati in oče jo nista več spustila ven iz hiše. Na koncu zgodbe pa je ta deklica najbolj zaslužna za to, da so razkrinkali tolovaja.
Zupan se je v tej pravljici na zabaven način lotil politike, borbe za oblast in oblasti same. Zgodbo je postavil tako, da se jo lahko razume, kot da se dogaja okrog nas, tu in zdaj.

## Mladinska dela Dima Zupana
- Osica Maja
- Onkraj srebrne mavrice
- Trnovska mafija
- Trnovska mafija drugič
- Najboljša flinta je dobra finta
- Maja že ve
- Hektor in ribja usoda
- Trije dnevi Drekca Pekca in Pukca Smukca
- Tri noči Drekca Pekca in Pukca Smukca
- Tri skrivnosti Drekca Pekca in Pukca Smukca
- Tri zvezdice Drekca Pekca in Pukca Smukca
- Tri spoznanja Drekca Pekca in Pukca Smukca